# Boris Lavreniov
Boris Andreevici Lavreniov (în rusă Борис Андреевич Лавренёв, n. 18 iulie [S.V. 4 iulie] 1891 - d. 7 ianuarie 1959) a fost un scriitor rus.
Lavreniov a făcut parte din gruparea literară Poputciki. A fost decorat cu Premiul Stalin în 1946 și 1950. 
Romanele și dramele sale se caracterizează fie prin tonul romantic-revoluționar, fie prin cel satirico-utopic.

## Scrieri
- 1916-1923: Gala-Peter, traducere de Ștefan Augustin Doinaș și Ana Gherasim
- 1923: (De culoarea stelelor), în românește de Al. Ștefănescu Medeleni și Eva Szilagy
- 1924: Veter (Vântul), (Povestea vieții lui Vasili Guleavin), în românește de Ștefan Augustin Doinaș și Ana Gherasim
- 1924: Sorok pervîi (Al 41-lea), în românește de Al. Ștefănescu Medeleni și Eva Szilagy
- 1924: Un lucru atât de simplu, în românește de Ștefan Augustin Doinaș și Ana Gherasim
- 1925 : (Pelinul), în românește de Ștefan Augustin Doinaș și Ana Gherasim
- 1926: Krușenie republiki Itl (Căderea republicii lui Itl)
- 1928: (Gravură în lemn), în românește de Ștefan Augustin Doinaș și Ana Gherasim
- 1928: Razlom (Ruptura)
- 1946: Za teh, kto v more (Pentru cei de pe mare)

## Vezi și
- Listă de dramaturgi ruși